# Emy Roeder
Emy Roeder (30. ledna 1890 Würzburg – 7. února 1971 Mohuč) byla německá sochařka a kreslířka.

## Život
Emy Roeder získala umělecké vzdělání ve Würzburgu, Mnichově a - jako studentka sochaře Bernharda Hoetgera – v Darmstadtu v letech 1912 až 1915. Poté začala samostatnou uměleckou tvorbu v Berlíně. Připojila se k různým avantgardním uměleckým skupinám, jakou byla například „Asociace radikálních výtvarných umělců“. Kromě ní a jejího učitele Hoetgera byla v této skupině řada známých sochařů té doby, jako Rudolf Belling nebo berlínský sochař Herbert Garbe.
20. ledna 1919 se provdala za svého kolegu sochaře Herberta Garbeho.
V letech 1920 až 1925 pokračovala ve studiu v mistrovském ateliéru Huga Lederera. Zároveň se v Berlíně 20. let 20. století prosadila jako úspěšná sochařka. Byla pravidelně zastoupena na významných výstavách a mezi kritiky se těšila dobré pověsti. Mezi známými uměleckého páru byla řada slavných umělců té doby, jako Käthe Kollwitz, Ernst Barlach nebo Karl Schmidt-Rottluff, se kterými je pojilo celoživotní přátelství.
V roce 1933 její manžel Herbert Garbe, dříve člen SPD, dobrovolně vstoupil do NSDAP. Následovala ho v roce 1933 do Říma, kde měl rok ateliér ve Villa Massimo. Garbe se vrátila do Berlína sama v roce 1934, zatímco v letech 1933 až 1935 působila především v Římě, Francii a Bavorsku.
V roce 1936 získala stipendium od Villa Romana ve Florencii, kterou v té době vedl Hans Purrmann. Žila a pracovala tam až do roku 1937.
V roce 1937 byla její socha Těhotná žena zabavena a vystavena na výstavě degenerovaného umění v Mnichově. Hlavní část díla, která byla považována za ztracenou, byla znovu nalezena v Berlíně v roce 2010. Pět jejích leptů bylo zakázáno vystavovat. Sužována finančními starostmi žila a pracovala především ve Florencii, kde od roku 1937 nacházela ubytování u historika umění Herberta Siebenhünera a jeho manželky. V roce 1944, po osvobození Itálie od fašistické diktatury, byla internována v táboře spojenců.
Z tábora byla propuštěna z iniciativy Purrmanna a historika umění Wolfganga Fritze Volbacha. Zpočátku pracovala čtyři roky v Římě. Purrmann, Schmidt-Rottluff a Volbach se za ni v Německu postavili a vyzvali ji, aby se vrátila do Německa. V roce 1950 konečně získala byt a ateliér od města Mohuč, spojený s učitelským místem, kterého se v roce 1953 vzdala. V roce 1955 byla Emy Roeder účastnicí výstavy documenta 1 v Kasselu. Až do své smrti v roce 1971 žila v Mohuči jako uznávaná, aktivní umělkyně, s přerušeními kvůli nemoci a zahraničním pobytům ve Švédsku, Itálii, Řecku a severní Africe. Emy Roeder byla od roku 1929 členkou Asociace německých umělců.
Emy Roeder byla pohřbena v rodinné kryptě na hlavním hřbitově ve Würzburgu. Celou svou pozůstalost, sestávající z četných vlastních děl a děl svých kolegů umělců Ericha Heckela, Otto Herbiga, Hanse Purrmanna a Karla Schmidta-Rottluffa, odkázala městu Würzburg.

## Dílo
Emy Roeder je jedním z předních umělců sochařského expresionismu. Ve své rané fázi vyráběla také sochy ze dřeva, později pracovala výhradně s bronzem.
Vytvořila portrétní busty kolegů umělců Hanse Purrmanna, Karla Schmidta-Rottluffa a Gustava Seitze.
Emy Roeder byla také medailérka – vytvořila (pro zemskou vládu Porýní-Falc) plaketu Petera Cornelia , která se od roku 1951 uděluje za zásluhy o hudbu.